# Buksan-myeon
Buksan-myeon (koreanska: 북산면) är en socken i kommunen Chuncheon i provinsen Gangwon i den norra delen av Sydkorea, 90 km nordost om huvudstaden Seoul. 